# Elfstedenfietsroute
De Elfstedenfietsroute is een lusvormige bewegwijzerde recreatieve fietstocht van 265 km door de Nederlandse provincie Friesland. De route is vernoemd naar de Elfstedentocht en voert door de Friese elf steden. 
De route is gebaseerd op de fietsknooppunten, maar heeft wel een eigen bewegwijzering van kleine bebording die onder de knooppuntenbebording hangt.
De route is zowel met de klok mee (groene bebording) als tegen de klok in (blauwe bebording) te fietsen. De route kan op elk willekeurig punt gestart worden, als suggestie wordt meestal de start in Leeuwarden gegeven.
De route gaat deels langs het IJsselmeer en deels langs de Waddenzee.

## Aansluitingen op andere fietsroutes
- Op elke willekeurige plaats kan gebruik worden gemaakt van het fietsroutenetwerk ter plaatse.
- In Workum kan de LF Zuiderzeeroute opgepakt worden. De route komt deze nog een paar keer tegen.
- In Stavoren, Hindeloopen en Bolsward kan de Hanzeroute worden opgepakt.
- In Sint Jacobiparochie kan de LF Kustroute (onderdeel van de EuroVelo EV12 Noordzeeroute) opgepakt worden. De route komt deze nog een paar keer tegen.
- In Sint Jacobiparochie kan het Jabikspaad opgepakt worden.